# 마고 (신화)
마고(麻姑)는 동아시아의 여신으로, 한국 신화에서는 할머니 신의 이름이다.

## 비교

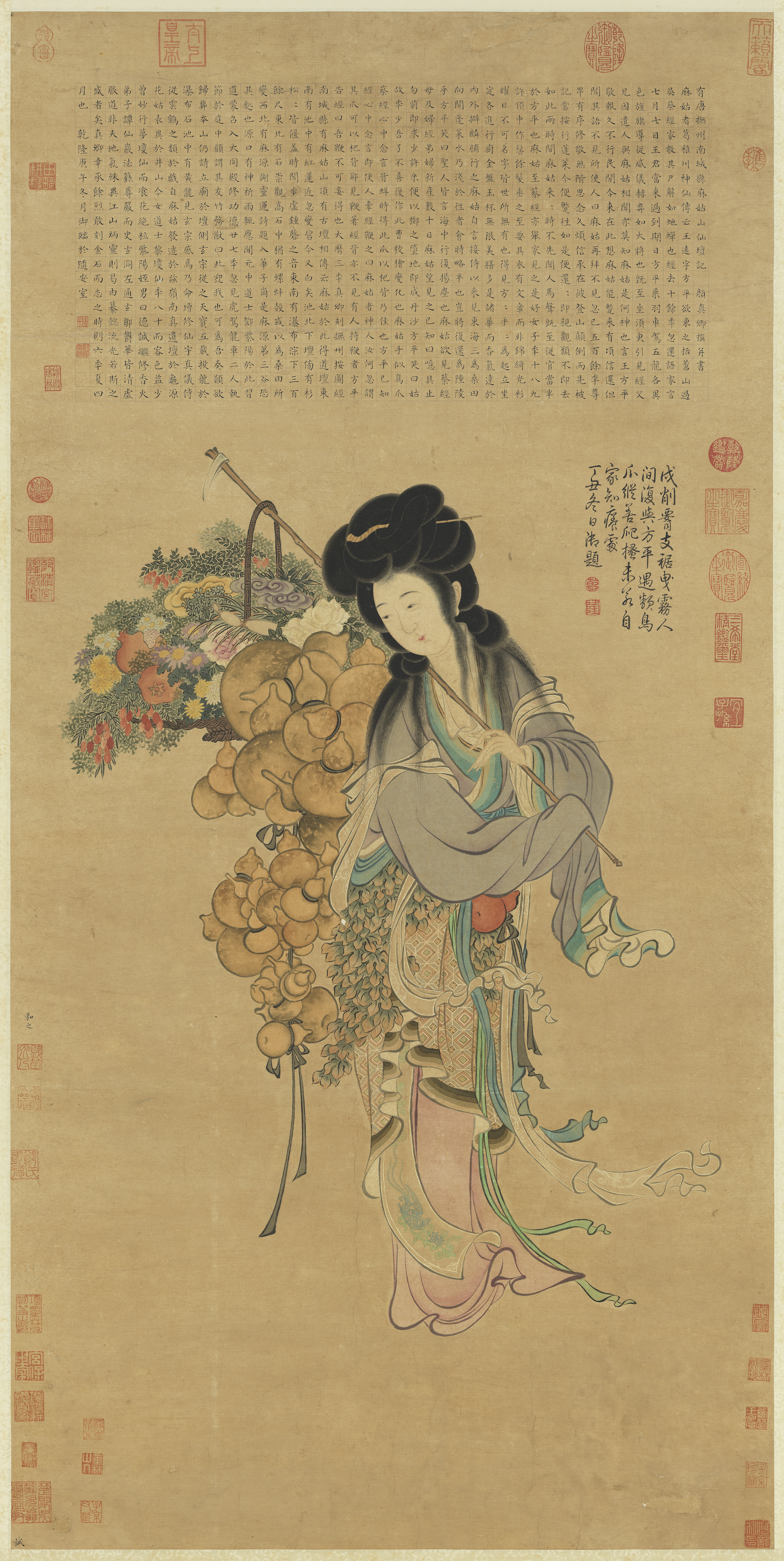
'마구, 장수의 여신', 18세기 족자(국립고궁박물관, 타이베이)

이 신화는 한국 민간에서 구비전승되어 온 거인 여신의 창세 신화이다. 중국 신화에서 천지를 창조했다고 하는 `반고(盤古)'와 한국의 마고(麻姑)신화는 비슷한 이름으로 연관된 신화에서 전래된 것으로 말하기도 한다. 한국에서는 단순히 노파라는 뜻으로 쓰이기도 하고 제주에서는 묻혀 죽은 노파라는 뜻에서 `매고(埋姑)할망'이라고 불리게 되었다는 전설도 있어 토착신화로 분류된다. 한국의 마고는 전해오는 전설이 곳곳에 남아 있으며, 주로 내기를 하여 성을 쌓거나 산을 옮기고 맨발로 바다를 건너는 거인이나 신선으로 묘사되어 있다. 노고할미, 선문대할망 같은 할머니 전설이 그 부류에 해당한다.
특히 전설에서 단군에게 굴복한 ‘마고’처럼 산신이 되거나 선문대할망 같이 빠져죽거나 마고에 대한 얘기는 한민족의 전설과 밀접되어 있다. 18세기 장한철(張漢喆)이 지은 <표해록(漂海錄)>에 사람들이 한라산을 보고 살려달라고 비는 모습이 묘사되어 있는데 그때 그들의 입에서 나오는 말이 선마고(詵麻姑)이다. 마고에 빌었다는 의미로 선문대할망이 한자 선마고로 표기된 것이다. 이토록 전국 곳곳에 마고가 섬을 만들거나 산을 만들고 치마로 돌을 날라 쌓았다는 성이 있는 것을 보면 토착신화 계열의 여신임이 알 수 있다.

## 같이 보기
- 설문대할망